# Карбонари
Карбонари су представљали групе тајних револуционарних друштава, која су основана у Италији почетком 19. века. Њихови циљеви су били патриотски и либерални и они су одиграли значајну улогу у уједињењу Италије и раним годинама италијанског национализма.
Карбонари на италијанском значи они који праве дрвени угаљ.

## Организација
Били су организовани као масони, разбијени у мале ћелије широм Италије. Циљ им је био да створе либералну уједињену Италију. Чланство је било подељено на приправнике и мајсторе. Приправници су морали да служе најмање шест месеци да би постали мајстори. Ако су били масони одмах би постајали мајстори. Њихови ритуали иницијације били су повезани са продајом дрвеног угља.

## Историја
Није баш јасно одакле потичу, али прво су се појавили у Напуљској краљевини за време Наполеонских ратова.
Почели су са отпором француским окупаторима, а посебно Жоашену Мири, Наполеоновом краљу Напуља. Када су ратови завршили постали су националистичка организација са израженом антиаустријском тенденцијом. Суделовали су у организацији револуције у Италији 1820-1821. и 1831. Револуција из 1820. започета је у Напуљу као побуна против краља Фердинанда I од Две Сицилије, који је био присиљен да начини уступке и да обећа уставну монархију. Тај успех је инспирисао карбонаре да се побуне и на северу Италије. Након побуне и акције карбонара 1821. краљевина Пијемонт-Сардинија је постала уставна монархија. Ипак Света алијанса није могла да трпи такво стање да се шире револуционарни покрети у Европи и да мењају статус кво. Због тога је Света алијанса послала 1821. војску, да се угуши револуција у Напуљу. Краљ Сардиније је исто тако тражио аустријску интервенцију. Пошто су се суочили са много већим непријатељем, карбонарска побуна је била угушена, а вође карбонара су побегле из земље.
Карбонари су 1830. учествовали у Јулској револуцији у Француској. Због тога су се надали да је могућа успешна револуција и у Италији. У Модени нису успели, али 1831. неколико градова у Папској држави је устало под вођством карбонара. Сакупљена је била добровољачка војска која је кренула на Рим. На захтев папе Гргура XVI интервенисала је аустријска војска и разбила је добровољачку војску. Након неуспелог устанка 1831. владе италијанских држава су се окренуле против карбонара жестоко их прогањајући. Карбонари су готово престали и да постоје. Неки чланови карбонара су схватили да никад не могу да победе аустријску војску у отвореној бици, па су се зато придружили новом покрету Млада Италија, који је предводио Ђузепе Мацини. Ђузепе Мацини је био карбонар од 1830.

## Односи са црквом
Карбонари су по својој филозофији и програму били против цркве. Папа је издао енциклике против њих. Контроверзни документ Алта Вендита залагао се за модернистичко преузимање цркве, а приписује се сицилијанским карбонарима.

## Истакнути карбонари
Силвио Пелико и Пјетро Марончели су били истакнути чланови карбонара. Обојицу су Аустријанци држали утамничене годинама. Након пуштања на слободу Пелико је написао књигу, у којој је детаљно описао карбонаре. Други истакнути карбонари су били:
- Ђузепе Мацини
- маркиз де Лафајет
- Наполеон III Бонапарта
- Бланки, француски револуционар

## Карбонари у Португалу
У Португалији су најпре основани 1822, али су брзо били забрањени. Поново их је 1896. основао Артур Аугусто Дуарте да Луз де Алмеида. Организација је била укључена у образовање људи и у антимонархистичке завере. Карбонари су били активни при убиству краља Карлоса I од Португалије и његовог наследника Луј Филипа, војводе од Браганце, што се догодило 1908. Карбонари су учествовали и у републиканској револуцији 1910.